# 앨리 카터

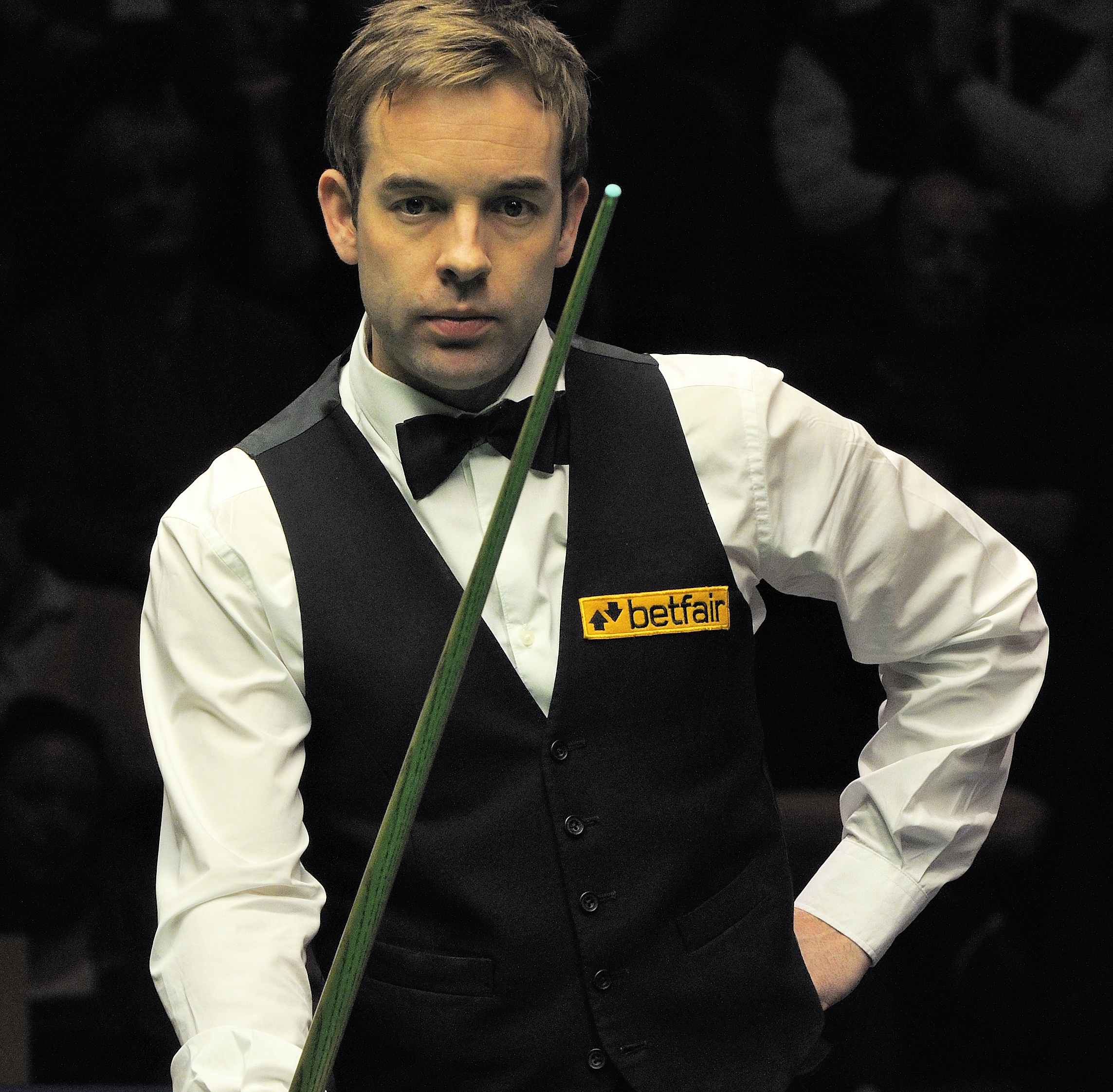
앨리 카터(2013년)

앨리스터 "앨리" 카터(영어: Allister "Ali" Carter, 1979년 7월 25일 ~ )는 잉글랜드의 스누커 선수이다.